# ایستگاه البدع
ایستگاه البدع یک ایستگاه تبادلی بین خط سبز و خط قرمز متروی دوحه است که در پارک البدع در منطقهٔ البدع واقع شده‌است. این ایستگاه همچنین به مشیرب، فریج بن محمود، الرمیله و الجسره خدمات‌رسانی می‌کند.
این ایستگاه در حال حاضر فاقد مترولینک است. امکانات موجود در محل شامل دستگاه سلف سرویس اوریدو، سرویس بهداشتی و نمازخانه است.

## تاریخچه
این ایستگاه در ۱۰ مهٔ ۲۰۱۹ به‌همراه سایر ایستگاه‌های خط قرمز به روی عموم باز شد.

## خدمات حمل و نقل
اتوبوس‌های خطوط ۳۱، ۳۴، ۴۰، ۴۱، ۴۲، ۴۵، ۵۵، ۵۶، ۱۰۰، ۱۰۱، ۱۰۲، ۱۰۲ایکس، ۱۰۴، ۱۰۴آ، ۱۰۴ب، ۱۵۶، ۱۵۶آ، ۱۷۰، ۱۷۰آ و ۱۷۲ به این ایستگاه خدمات‌رسانی می‌کنند.